# Station Bulowice
Station Bulowice is een spoorwegstation in de Poolse plaats Bulowice.